# Índice de libertad de prensa
| Situación muy grave Situación grave Problemas notables | Situación más bien buena Buena situación |

Índice de libertad de prensa 2024
Situación muy grave
Situación grave
Problemas notables
Situación más bien buena
Buena situación

El Índice de libertad de prensa es un indicador anual compilado y publicado por la organización no gubernamental Reporteros Sin Fronteras, sobre la base de la evaluación de esta organización de sus registros sobre libertad de prensa. Países pequeños, tales como Andorra, son incluidos en este índice desde 2013.
El informe se basa en un cuestionario, enviado a organizaciones asociadas (14 grupos de libertad de expresión en cinco continentes) y a sus 130 corresponsales alrededor del mundo, así como a periodistas, investigadores, juristas y activistas pro-derechos humanos. El cuestionario presenta preguntas sobre ataques directos a periodistas y medios de comunicación, así como otras fuentes indirectas de presión contra la libertad de expresión. Dicha organización advierte que el índice solo se ocupa de la libertad de prensa y no mide la calidad del periodismo. Debido a la naturaleza de la metodología (basada en percepciones individuales), a menudo se producen amplios contrastes en la clasificación de un país de un año al otro.

Índice de libertad de prensa 2014
Situación muy grave
Situación grave
Problemas notables
Situación más bien buena
Buena situación

La Clasificación Mundial de la Libertad de Prensa
¿Qué es?
La Clasificación Mundial de la Libertad de Prensa, publicada cada año por Reporteros sin Fronteras (RSF) desde 2002, es una herramienta de promoción esencial, basada en el principio de emulación entre Estados.
¿Qué medimos?
La Clasificación es una lista de 180 países establecida con base en un criterio: el grado de libertad del que gozan los periodistas.
El Índice Mundial y los Índices Regionales
El índice mundial es el resultado del promedio de los índices regionales.
La Metodología
Nuestra organización elabora un cuestionario que es respondido por expertos.
Más detalles
El Cuestionario
Para establecer el índice de clasificación de la libertad de prensa, RSF ha desarrollado un cuestionario en línea centrado en los temas mencionados anteriormente.
El Registro de las Agresiones
Un equipo de especialistas, organizados por oficinas geográficas en RSF, lleva a cabo un registro minucioso de los ataques y las agresiones cometidos contra periodistas y medios de comunicación.
El Mapa de la Libertad de Prensa
El mapa de la libertad de prensa, difundido tanto en versión impresa como digital, presenta un resumen visual del desempeño de los países en la Clasificación Mundial.
Reporteros Sin Fronteras

| Situación muy grave Situación grave Problemas notables | Situación más bien buena Buena situación |

## Tabla
Tenga en cuenta que si bien el mapa de arriba utiliza cinco códigos de color este listado utiliza siete, por lo que algunos países (por ejemplo Canadá) serán de un color diferente.
Código de colores:
| Más libre |  |  |  |  |  |  |  | Menos Libre |

| País                                        | 2014        | 2013        | 2012         | 2010         | 2009         | 2008        | 2007         | 2006         | 2005         | 2004         | 2003        | 2002        |
| ------------------------------------------- | ----------- | ----------- | ------------ | ------------ | ------------ | ----------- | ------------ | ------------ | ------------ | ------------ | ----------- | ----------- |
| Finlandia                                   | (001) 6.40  | (001) 6.38  | (001) -10.00 | (001) 0.00   | (001) 0.00   | (004) 2.00  | (005) 1.50   | (001) 0.50   | (001) 0.50   | (001) 0.50   | (001) 0.50  | (001) 0.50  |
| Países Bajos                                | (002) 6.46  | (002) 6.48  | (003) -9.00  | (001) 0.00   | (007) 1.00   | (016) 4.00  | (012) 3.50   | (001) 0.50   | (001) 0.50   | (001) 0.50   | (001) 0.50  | (001) 0.50  |
| Noruega                                     | (003) 6.52  | (003) 6.52  | (001) -10.00 | (001) 0.00   | (001) 0.00   | (001) 1.50  | (001) 0.75   | (006) 2.00   | (001) 0.50   | (001) 0.50   | (001) 0.50  | (001) 0.50  |
| Luxemburgo                                  | (004) 6.70  | (004) 6.68  | (006) -7.00  | (014) 4.00   | (020) 4.00   | (001) 1.50  | N/A          | N/A          | N/A          | N/A          | N/A         | N/A         |
| Andorra                                     | (005) 6.82  | (005) 6.82  | N/A          | N/A          | N/A          | N/A         | N/A          | N/A          | N/A          | N/A          | N/A         | N/A         |
| Liechtenstein                               | (006) 7.02  | (007) 7.35  | N/A          | N/A          | N/A          | N/A         | N/A          | N/A          | N/A          | N/A          | N/A         | N/A         |
| Dinamarca                                   | (007) 7.43  | (006) 7.08  | (010) -5.67  | (011) 2.50   | (001) 0.00   | (014) 3.50  | (008) 2.00   | (019) 5.00   | (001) 0.50   | (001) 0.50   | (005) 1.00  | (010) 3.00  |
| Islandia                                    | (008) 8.50  | (009) 8.49  | (006) -7.00  | (001) 0.00   | (009) 2.00   | (001) 1.50  | (001) 0.75   | (001) 0.50   | (001) 0.50   | (001) 0.50   | (001) 0.50  | (001) 0.50  |
| Nueva Zelanda                               | (009) 8.55  | (008) 8.38  | (013) -5.33  | (008) 1.50   | (013) 3.00   | (007) 3.00  | (015) 4.17   | (019) 5.00   | (012) 2.00   | (009) 0.67   | (017) 2.83  | N/A         |
| Suecia                                      | (010) 8.98  | (010) 9.23  | (012) -5.50  | (001) 0.00   | (001) 0.00   | (007) 3.00  | (005) 1.50   | (014) 4.00   | (012) 2.00   | (011) 2.00   | (009) 1.50  | (007) 1.50  |
| Estonia                                     | (011) 9.63  | (011) 9.26  | (003) -9.00  | (009) 2.00   | (006) 0.50   | (004) 2.00  | (003) 1.00   | (006) 2.00   | (011) 1.50   | (011) 2.00   | (012) 2.50  | N/A         |
| Austria                                     | (012) 10.01 | (012) 9.40  | (005) -8.00  | (007) 0.50   | (013) 3.00   | (014) 3.50  | (016) 4.25   | (016) 4.50   | (016) 2.50   | (017) 3.25   | (016) 2.75  | (026) 7.50  |
| República Checa                             | (013) 10.07 | (016) 10.17 | (014) -5.00  | (023) 7.50   | (024) 5.00   | (016) 4.00  | (014) 4.00   | (005) 0.75   | (009) 1.00   | (019) 3.50   | (012) 2.50  | (041) 11.25 |
| Alemania                                    | (014) 10.23 | (017) 10.24 | (016) -3.00  | (017) 4.25   | (018) 3.50   | (020) 4.50  | (020) 5.75   | (023) 5.50   | (018) 4.00   | (011) 2.00   | (008) 1.33  | (007) 1.50  |
| Suiza                                       | (015) 10.47 | (014) 9.94  | (008) -6.20  | (001) 0.00   | (007) 1.00   | (007) 3.00  | (011) 3.00   | (008) 2.50   | (001) 0.50   | (001) 0.50   | (012) 2.50  | (015) 4.25  |
| Irlanda                                     | (016) 10.87 | (015) 10.06 | (015) -4.00  | (009) 2.00   | (001) 0.00   | (004) 2.00  | (008) 2.00   | (001) 0.50   | (001) 0.50   | (001) 0.50   | (017) 2.83  | (006) 1.00  |
| Jamaica                                     | (017) 10.90 | (013) 9.88  | (016) -3.00  | (025) 7.67   | (023) 4.75   | (021) 4.88  | (027) 8.63   | (023) 5.50   | (034) 7.50   | (024) 4.17   | (021) 3.33  | N/A         |
| Canadá                                      | (018) 11.00 | (020) 12.70 | (010) -5.67  | (021) 7.00   | (019) 3.70   | (013) 3.33  | (018) 4.88   | (016) 4.50   | (021) 4.50   | (018) 3.33   | (010) 1.83  | (005) 0.75  |
| Polonia                                     | (019) 11.03 | (022) 13.11 | (024) -0.67  | (032) 8.88   | (037) 9.50   | (047) 9.00  | (056) 18.50  | (058) 14.00  | (053) 12.50  | (032) 6.83   | (033) 6.17  | (029) 7.75  |
| Eslovaquia                                  | (020) 11.39 | (023) 13.25 | (025) 0.00   | (035) 11.50  | (044) 11.00  | (007) 3.00  | (003) 1.00   | (008) 2.50   | (008) 0.75   | (001) 0.50   | (012) 2.50  | N/A         |
| Costa Rica                                  | (021) 12.23 | (018) 12.08 | (019) -2.25  | (029) 8.08   | (030) 8.00   | (022) 5.10  | (021) 6.50   | (029) 6.67   | (041) 8.50   | (035) 7.63   | (024) 3.83  | (015) 4.25  |
| Namibia                                     | (022) 12.50 | (019) 12.50 | (020) -2.00  | (021) 7.00   | (035) 9.00   | (023) 5.50  | (025) 8.50   | (026) 6.00   | (025) 5.50   | (042) 10.00  | (056) 11.00 | (031) 8.00  |
| Bélgica                                     | (023) 12.80 | (021) 12.94 | (020) -2.00  | (014) 4.00   | (011) 2.50   | (007) 3.00  | (005) 1.50   | (014) 4.00   | (018) 4.00   | (022) 4.00   | (007) 1.17  | (012) 3.50  |
| Cabo Verde                                  | (024) 14.32 | (025) 14.33 | (009) -6.00  | (026) 8.00   | (044) 11.00  | (036) 8.00  | (045) 14.00  | (045) 11.50  | (029) 6.00   | (038) 8.75   | (047) 8.25  | (046) 13.75 |
| Chipre                                      | (025) 14.45 | (024) 13.83 | (016) -3.00  | (045) 13.40  | (025) 5.50   | (031) 7.50  | (045) 14.00  | (030) 7.50   | (025) 5.50   | (081) 22.00  | (083) 20.83 | N/A         |
| Uruguay                                     | (026) 16.08 | (027) 15.92 | (032) 4.25   | (037) 11.75  | (029) 7.63   | (043) 8.33  | (037) 11.75  | (057) 13.75  | (046) 9.75   | (042) 10.00  | (025) 4.00  | (021) 6.00  |
| Ghana                                       | (027) 16.29 | (030) 17.27 | (041) 11.00  | (026) 8.00   | (027) 6.00   | (031) 7.50  | (029) 9.00   | (034) 8.50   | (066) 15.00  | (057) 13.50  | (048) 8.75  | (067) 23.00 |
| Australia                                   | (028) 16.91 | (026) 15.24 | (030) 4.00   | (018) 5.38   | (016) 3.13   | (028) 6.25  | (028) 8.79   | (035) 9.00   | (031) 6.50   | (041) 9.50   | (050) 9.25  | (012) 3.50  |
| Belice                                      | (029) 17.05 | N/A         | N/A          | N/A          | N/A          | N/A         | N/A          | N/A          | N/A          | N/A          | N/A         | N/A         |
| Portugal                                    | (030) 17.73 | (028) 16.75 | (033) 5.33   | (040) 12.36  | (030) 8.00   | (016) 4.00  | (008) 2.00   | (010) 3.00   | (023) 4.83   | (025) 4.50   | (028) 5.17  | (007) 1.50  |
| Surinam                                     | (031) 18.20 | (031) 18.19 | (022) -1.00  | (035) 11.50  | (042) 10.60  | (026) 6.00  | N/A          | N/A          | N/A          | N/A          | N/A         | N/A         |
| Lituania                                    | (032) 19.20 | (033) 18.24 | (030) 4.00   | (011) 2.50   | (010) 2.25   | (016) 4.00  | (023) 7.00   | (027) 6.50   | (021) 4.50   | (016) 3.00   | (017) 2.83  | N/A         |
| Reino Unido                                 | (033) 19.93 | (029) 16.89 | (028) 2.00   | (019) 6.00   | (020) 4.00   | (023) 5.50  | (024) 8.25   | (027) 6.50   | (024) 5.17   | (028) 6.00   | (027) 4.25  | (021) 6.00  |
| Eslovenia                                   | (034) 20.38 | (035) 20.49 | (036) 9.14   | (046) 13.44  | (037) 9.50   | (030) 7.33  | (021) 6.50   | (010) 3.00   | (009) 1.00   | (015) 2.25   | (020) 3.00  | (014) 4.00  |
| España                                      | (035) 20.63 | (036) 20.50 | (039) 9.75   | (039) 12.25  | (044) 11.00  | (036) 8.00  | (033) 10.25  | (041) 10.00  | (040) 8.33   | (039) 9.00   | (042) 7.67  | (029) 7.75  |
| Organización de Estados del Caribe Oriental | (036) 20.81 | (034) 19.72 | (025) 0.00   | (057) 16.50  | N/A          | N/A         | N/A          | N/A          | N/A          | N/A          | N/A         | N/A         |
| Letonia                                     | (037) 21.10 | (039) 22.89 | (050) 15.00  | (030) 8.50   | (013) 3.00   | (007) 3.00  | (012) 3.50   | (010) 3.00   | (016) 2.50   | (010) 1.00   | (011) 2.25  | N/A         |
| El Salvador                                 | (038) 21.57 | (038) 22.86 | (037) 9.30   | (051) 15.83  | (079) 17.25  | (062) 12.80 | (064) 20.20  | (041) 10.00  | (028) 5.75   | (028) 6.00   | (037) 6.83  | (033) 8.75  |
| Francia                                     | (039) 21.89 | (037) 21.60 | (038) 9.50   | (044) 13.38  | (043) 10.67  | (035) 7.67  | (031) 9.75   | (035) 9.00   | (030) 6.25   | (019) 3.50   | (026) 4.17  | (011) 3.25  |
| Samoa                                       | (040) 22.02 | (048) 23.84 | (054) 17.00  | (111) 33.00  | N/A          | N/A         | N/A          | N/A          | N/A          | N/A          | N/A         | N/A         |
| Botsuana                                    | (041) 22.91 | (040) 22.91 | (042) 12.00  | (062) 17.50  | (062) 15.50  | (066) 14.00 | (075) 23.50  | (053) 13.00  | (060) 14.00  | (050) 11.50  | (062) 13.00 | N/A         |
| Sudáfrica                                   | (042) 23.19 | (052) 24.56 | (042) 12.00  | (038) 12.00  | (033) 8.50   | (036) 8.00  | (043) 13.00  | (044) 11.25  | (031) 6.50   | (026) 5.00   | (021) 3.33  | (026) 7.50  |
| Trinidad y Tobago                           | (043) 23.28 | (044) 23.12 | (050) 15.00  | (030) 8.50   | (028) 7.00   | (027) 6.13  | (019) 5.00   | (019) 5.00   | (012) 2.00   | (011) 2.00   | (005) 1.00  | N/A         |
| Papúa Nueva Guinea                          | (044) 23.46 | (041) 22.97 | (035) 9.00   | (042) 13.33  | (056) 14.70  | N/A         | N/A          | N/A          | N/A          | N/A          | N/A         | N/A         |
| Rumania                                     | (045) 23.48 | (042) 23.05 | (047) 14.00  | (052) 16.00  | (050) 12.50  | (047) 9.00  | (042) 12.75  | (058) 14.00  | (070) 16.17  | (070) 17.83  | (059) 11.50 | (045) 13.25 |
| Estados Unidos                              | (046) 23.49 | (032) 18.22 | (047) 14.00  | (020) 6.75   | (020) 4.00   | (036) 8.00  | (048) 14.50  | (053) 13.00  | (044) 9.50   | (022) 4.00   | (031) 6.00  | (017) 4.75  |
| Haití                                       | (047) 23.53 | (049) 24.09 | (052) 15.67  | (056) 16.38  | (057) 15.00  | (073) 15.13 | (075) 23.50  | (087) 19.50  | (117) 33.50  | (125) 42.13  | (100) 31.00 | (106) 36.50 |
| Níger                                       | (048) 23.59 | (043) 23.08 | (029) 2.50   | (104) 28.50  | (139) 48.50  | (130) 37.00 | (087) 25.50  | (095) 24.50  | (057) 13.00  | (071) 18.33  | (068) 15.75 | (053) 18.50 |
| Italia                                      | (049) 23.75 | (057) 26.11 | (061) 19.67  | (049) 15.00  | (049) 12.14  | (044) 8.42  | (035) 11.25  | (040) 9.90   | (042) 8.67   | (039) 9.00   | (053) 9.75  | (040) 11.00 |
| República de China                          | (050) 23.82 | (047) 23.82 | (045) 13.00  | (048) 14.50  | (059) 15.08  | (036) 8.00  | (032) 10.00  | (043) 10.50  | (051) 12.25  | (060) 14.25  | (061) 12.00 | (035) 9.00  |
| Malta                                       | (051) 23.84 | (045) 23.30 | (058) 19.50  | (014) 4.00   | (011) 2.50   | N/A         | N/A          | N/A          | N/A          | N/A          | N/A         | N/A         |
| Burkina Faso                                | (052) 24.45 | (046) 23.70 | (068) 23.33  | (049) 15.00  | (057) 15.00  | (063) 13.00 | (068) 21.50  | (070) 16.00  | (078) 19.00  | (064) 16.25  | (076) 18.00 | (085) 27.75 |
| Comoras                                     | (053) 24.52 | (051) 24.52 | (045) 13.00  | (070) 19.00  | (082) 19.00  | (089) 20.00 | (096) 28.00  | (093) 22.50  | (088) 22.00  | (091) 26.50  | (079) 18.50 | (058) 20.50 |
| Serbia                                      | (054) 25.05 | (063) 26.59 | (080) 29.00  | (085) 23.00  | (062) 15.50  | (064) 13.50 | (067) 21.00  | (045) 11.50  | (065) 14.83  | (077) 20.13  | (085) 21.33 | (060) 20.75 |
| Argentina                                   | (055) 25.27 | (054) 25.67 | (047) 14.00  | (055) 16.35  | (047) 11.33  | (068) 14.08 | (082) 24.83  | (076) 17.30  | (059) 13.67  | (079) 21.33  | (067) 15.17 | (042) 12.00 |
| Moldavia                                    | (056) 25.35 | (055) 26.01 | (053) 16.00  | (075) 19.13  | (114) 33.75  | (098) 21.38 | (081) 24.75  | (085) 19.17  | (074) 17.50  | (078) 20.50  | (094) 27.00 | N/A         |
| Corea del Sur                               | (057) 25.66 | (050) 24.48 | (044) 12.67  | (042) 13.33  | (069) 15.67  | (047) 9.00  | (039) 12.13  | (031) 7.75   | (034) 7.50   | (048) 11.13  | (049) 9.17  | (039) 10.50 |
| Chile                                       | (058) 25.80 | (060) 26.24 | (080) 29.00  | (033) 10.50  | (039) 10.50  | (056) 11.50 | (039) 12.13  | (049) 11.63  | (050) 11.75  | (042) 10.00  | (037) 6.83  | (024) 6.50  |
| Japón                                       | (059) 26.02 | (053) 25.17 | (022) -1.00  | (011) 2.50   | (017) 3.25   | (029) 6.50  | (037) 11.75  | (051) 12.50  | (037) 8.00   | (042) 10.00  | (044) 8.00  | (026) 7.50  |
| Mauritania                                  | (060) 26.53 | (067) 26.76 | (067) 22.20  | (095) 25.38  | (100) 28.50  | (105) 23.88 | (050) 15.50  | (077) 17.50  | (127) 40.00  | (138) 51.00  | (121) 36.67 | (115) 41.33 |
| Hong Kong                                   | (061) 26.55 | (058) 26.16 | (054) 17.00  | (034) 10.75  | (048) 11.75  | (051) 9.75  | (061) 20.00  | (058) 14.00  | (039) 8.25   | (034) 7.50   | (056) 11.00 | (018) 4.83  |
| Senegal                                     | (062) 26.68 | (059) 26.19 | (075) 26.00  | (093) 25.00  | (089) 22.00  | (086) 19.00 | (083) 25.00  | (077) 17.50  | (078) 19.00  | (080) 21.50  | (066) 14.50 | (047) 14.00 |
| Tonga                                       | (063) 26.70 | (066) 26.70 | (063) 21.00  | (087) 23.75  | N/A          | (082) 18.00 | (119) 38.25  | (053) 13.00  | (063) 14.50  | (119) 38.17  | N/A         | N/A         |
| Hungría                                     | (064) 26.73 | (056) 26.09 | (040) 10.00  | (023) 7.50   | (025) 5.50   | (023) 5.50  | (017) 4.50   | (010) 3.00   | (012) 2.00   | (028) 6.00   | (021) 3.33  | (024) 6.50  |
| Croacia                                     | (065) 26.82 | (064) 26.61 | (068) 23.33  | (062) 17.50  | (078) 17.17  | (045) 8.50  | (041) 12.50  | (053) 13.00  | (056) 12.83  | (054) 11.83  | (069) 16.50 | (033) 8.75  |
| Bosnia y Herzegovina                        | (066) 26.86 | (068) 26.86 | (058) 19.50  | (047) 13.50  | (039) 10.50  | (036) 8.00  | (034) 11.17  | (019) 5.00   | (033) 7.00   | (021) 3.67   | (037) 6.83  | (043) 12.50 |
| Guyana                                      | (067) 27.08 | (069) 27.08 | (058) 19.50  | (059) 16.63  | (039) 10.50  | (088) 19.75 | N/A          | N/A          | N/A          | N/A          | N/A         | N/A         |
| República Dominicana                        | (068) 27.17 | (080) 28.34 | (095) 33.25  | (097) 26.13  | (098) 26.83  | (082) 18.00 | (072) 22.75  | (052) 12.75  | (051) 12.25  | (031) 6.75   | (072) 17.00 | N/A         |
| Tanzania                                    | (069) 27.30 | (070) 27.34 | (034) 6.00   | (041) 13.00  | (062) 15.50  | (070) 15.00 | (055) 18.00  | (088) 19.82  | (074) 17.50  | (061) 14.50  | (069) 16.50 | (062) 21.25 |
| Mauricio                                    | (070) 27.69 | (062) 26.47 | (054) 17.00  | (065) 18.00  | (051) 14.00  | (047) 9.00  | (025) 8.50   | (032) 8.00   | (034) 7.50   | (046) 10.50  | (041) 7.25  | (036) 9.50  |
| Nicaragua                                   | (071) 27.70 | (078) 28.31 | (072) 24.33  | (083) 22.33  | (076) 16.75  | (059) 12.50 | (047) 14.25  | (069) 15.50  | (068) 15.25  | (052) 11.67  | (034) 6.50  | N/A         |
| Sierra Leona                                | (072) 28.23 | (061) 26.35 | (063) 21.00  | (091) 24.25  | (115) 34.00  | (114) 27.75 | (121) 39.50  | (103) 26.00  | (126) 39.50  | (088) 24.50  | (087) 23.50 | (072) 24.50 |
| Malaui                                      | (073) 28.29 | (075) 28.18 | (146) 68.00  | (079) 21.00  | (062) 15.50  | (070) 15.00 | (092) 26.75  | (101) 25.50  | (089) 22.75  | (101) 31.00  | (084) 21.00 | (084) 27.67 |
| Lesoto                                      | (074) 28.36 | (081) 28.36 | (063) 21.00  | (090) 24.00  | (099) 27.50  | (116) 29.50 | (099) 29.50  | (070) 16.00  | (081) 19.50  | (098) 29.50  | (075) 17.75 | N/A         |
| Benín                                       | (075) 28.83 | (079) 28.33 | (091) 31.00  | (070) 19.00  | (072) 16.00  | (070) 15.00 | (053) 17.00  | (023) 5.50   | (025) 5.50   | (027) 5.50   | (029) 5.25  | (021) 6.00  |
| Togo                                        | (076) 29.00 | (083) 28.45 | (079) 28.50  | (060) 17.00  | (062) 15.50  | (053) 10.00 | (049) 15.17  | (066) 15.00  | (095) 23.75  | (075) 19.50  | (095) 27.50 | (097) 31.50 |
| Timor Oriental                              | (077) 29.04 | (090) 28.72 | (086) 30.00  | (093) 25.00  | (072) 16.00  | (065) 13.75 | (094) 27.00  | (083) 18.50  | (058) 13.50  | (057) 13.50  | (030) 5.50  | N/A         |
| Armenia                                     | (078) 29.07 | (074) 28.04 | (077) 27.00  | (101) 27.50  | (111) 31.13  | (102) 22.75 | (077) 23.63  | (101) 25.50  | (102) 26.00  | (083) 23.50  | (090) 25.17 | N/A         |
| Mozambique                                  | (079) 29.26 | (073) 28.01 | (066) 21.50  | (098) 26.50  | (082) 19.00  | (090) 20.50 | (073) 23.00  | (045) 11.50  | (049) 10.50  | (064) 16.25  | (063) 14.00 | (070) 23.50 |
| [ n 5 ]                                     | (080) 29.29 | (085) 28.47 | (086) 30.00  | (092) 24.83  | (075) 16.58  | (058) 12.00 | (060) 19.75  | (070) 16.00  | (100) 25.75  | (077) 20.13  | (085) 21.33 | (060) 20.75 |
| Madagascar                                  | (081) 29.38 | (088) 28.62 | (084) 29.50  | (116) 34.88  | (134) 45.83  | (094) 21.00 | (061) 20.00  | (066) 15.00  | (097) 24.50  | (072) 18.50  | (046) 8.17  | (065) 22.75 |
| República del Congo                         | (082) 29.44 | (076) 28.20 | (090) 30.38  | (114) 33.60  | (116) 34.75  | (092) 20.75 | (080) 24.50  | (073) 17.00  | (071) 17.00  | (069) 17.50  | (063) 14.00 | (069) 23.17 |
| Chipre del Norte                            | (083) 29.54 | (094) 29.34 | (102) 37.00  | (061) 17.25  | (051) 14.00  | (053) 10.00 | (058) 19.00  | (062) 14.50  | (053) 12.50  | (081) 22.00  | (083) 20.83 | N/A         |
| Georgia                                     | (084) 29.78 | (100) 30.09 | (104) 38.00  | (099) 27.00  | (081) 18.83  | (120) 31.25 | (066) 20.83  | (089) 21.00  | (099) 25.17  | (094) 27.50  | (073) 17.33 | N/A         |
| Albania                                     | (085) 29.92 | (102) 30.88 | (096) 34.44  | (080) 21.50  | (088) 21.75  | (079) 16.00 | (087) 25.50  | (080) 18.00  | (062) 14.17  | (050) 11.50  | (034) 6.50  | N/A         |
| Guinea-Bisáu                                | (086) 30.05 | (092) 28.94 | (075) 26.00  | (067) 18.25  | (092) 23.50  | (081) 16.33 | (107) 33.50  | (062) 14.50  | (071) 17.00  | (083) 23.50  | (118) 35.25 | (094) 30.25 |
| Panamá                                      | (087) 30.20 | (111) 32.95 | (113) 45.67  | (081) 21.83  | (055) 14.50  | (057) 11.83 | (054) 17.88  | (039) 9.50   | (066) 15.00  | (061) 14.50  | (053) 9.75  | (049) 15.50 |
| Mongolia                                    | (088) 30.30 | (098) 29.93 | (100) 35.75  | (076) 19.42  | (091) 23.33  | (093) 20.83 | (074) 23.40  | (086) 19.25  | (053) 12.50  | (073) 19.00  | (077) 18.25 | (072) 24.50 |
| Liberia                                     | (089) 30.65 | (097) 29.89 | (110) 40.50  | (084) 22.50  | (062) 15.50  | (051) 9.75  | (085) 25.33  | (084) 19.00  | (083) 20.50  | (123) 40.00  | (132) 40.00 | (109) 37.75 |
| Kenia                                       | (090) 30.70 | (071) 27.80 | (084) 29.50  | (070) 19.00  | (096) 25.00  | (097) 21.25 | (078) 23.75  | (118) 30.25  | (109) 30.00  | (082) 22.25  | (079) 18.50 | (075) 24.75 |
| Kuwait                                      | (091) 30.71 | (077) 28.28 | (078) 28.00  | (087) 23.75  | (060) 15.25  | (061) 12.63 | (063) 20.17  | (073) 17.00  | (085) 21.25  | (103) 31.67  | (102) 31.33 | (078) 25.50 |
| Bután                                       | (092) 30.73 | (082) 28.42 | (070) 24.00  | (064) 17.75  | (070) 15.75  | (074) 15.50 | (116) 37.17  | (098) 25.00  | (142) 51.50  | (146) 55.83  | (157) 77.33 | (135) 90.75 |
| Zambia                                      | (093) 30.89 | (072) 27.93 | (086) 30.00  | (082) 22.00  | (097) 26.75  | (074) 15.50 | (068) 21.50  | (093) 22.50  | (090) 23.00  | (100) 29.75  | (086) 23.25 | (081) 26.75 |
| Bolivia                                     | (094) 31.04 | (109) 32.80 | (108) 40.00  | (103) 28.13  | (095) 24.17  | (115) 28.20 | (068) 21.50  | (016) 4.50   | (045) 9.67   | (076) 20.00  | (051) 9.67  | (048) 14.50 |
| Ecuador                                     | (095) 31.16 | (119) 34.69 | (104) 38.00  | (101) 27.50  | (084) 20.00  | (074) 15.50 | (056) 18.50  | (068) 15.25  | (087) 21.75  | (066) 16.50  | (042) 7.67  | (020) 5.50  |
| Israel                                      | (096) 31.19 | (112) 32.97 | (092) 31.25  | (086) 23.25  | (093) 23.75  | (046) 8.83  | (044) 13.25  | (050) 12.00  | (047) 10.00  | (036) 8.00   | (044) 8.00  | (092) 30.00 |
| Kirguistán                                  | (097) 31.24 | (106) 32.20 | (108) 40.00  | (159) 63.00  | (125) 40.00  | (111) 27.00 | (110) 33.60  | (123) 34.00  | (111) 32.00  | (107) 35.25  | (104) 32.00 | (098) 31.75 |
| Gabón                                       | (098) 31.32 | (089) 28.69 | (101) 36.50  | (107) 28.75  | (129) 43.50  | (110) 26.75 | (102) 31.50  | (114) 28.50  | (102) 26.00  | (115) 37.50  | (101) 31.25 | (058) 20.50 |
| Grecia                                      | (099) 31.33 | (084) 28.46 | (070) 24.00  | (070) 19.00  | (035) 9.00   | (031) 7.50  | (030) 9.25   | (032) 8.00   | (018) 4.00   | (033) 7.00   | (031) 6.00  | (019) 5.00  |
| Bulgaria                                    | (100) 31.42 | (087) 28.58 | (080) 29.00  | (070) 19.00  | (068) 15.61  | (059) 12.50 | (051) 16.25  | (035) 9.00   | (048) 10.25  | (036) 8.00   | (034) 6.50  | (038) 9.75  |
| Costa de Marfil                             | (101) 31.63 | (096) 29.77 | (159) 83.50  | (118) 36.00  | (103) 29.00  | (109) 26.50 | (094) 27.00  | (098) 25.00  | (144) 52.25  | (149) 60.38  | (137) 42.17 | (055) 19.00 |
| Guinea                                      | (102) 31.67 | (086) 28.49 | (086) 30.00  | (113) 33.50  | (100) 28.50  | (099) 21.50 | (107) 33.50  | (109) 27.50  | (102) 26.00  | (088) 24.50  | (109) 33.17 | (079) 26.00 |
| Seychelles                                  | (103) 31.68 | (093) 29.19 | (073) 25.00  | (065) 18.00  | (072) 16.00  | (074) 15.50 | (104) 33.00  | (095) 24.50  | (071) 17.00  | (083) 23.50  | (093) 26.75 | (060) 20.75 |
| Perú                                        | (104) 31.70 | (105) 31.87 | (115) 51.25  | (109) 30.00  | (085) 20.88  | (108) 26.25 | (117) 37.38  | (112) 28.25  | (116) 33.33  | (123) 40.00  | (055) 10.25 | (036) 9.50  |
| Paraguay                                    | (105) 31.81 | (091) 28.78 | (080) 29.00  | (054) 16.25  | (054) 14.33  | (090) 20.50 | (090) 26.10  | (082) 18.25  | (069) 15.50  | (046) 10.50  | (040) 7.17  | (032) 8.50  |
| Líbano                                      | (106) 31.89 | (101) 30.15 | (093) 31.50  | (078) 20.50  | (061) 15.42  | (066) 14.00 | (098) 28.75  | (107) 27.00  | (108) 28.25  | (087) 24.38  | (106) 32.50 | (056) 19.67 |
| Fiyi                                        | (107) 32.57 | (107) 32.69 | (117) 55.00  | (149) 52.75  | (152) 60.00  | (079) 16.00 | (107) 33.50  | (058) 14.00  | (060) 14.00  | (063) 16.00  | (059) 11.50 | N/A         |
| Maldivas                                    | (108) 33.11 | (103) 31.10 | (073) 25.00  | (052) 16.00  | (051) 14.00  | (104) 23.25 | (129) 45.17  | (144) 51.25  | (148) 58.50  | (157) 69.17  | (145) 47.50 | N/A         |
| República Centroafricana                    | (109) 33.13 | (065) 26.61 | (062) 20.00  | (069) 18.50  | (080) 17.75  | (085) 18.50 | (071) 22.50  | (062) 14.50  | (082) 19.75  | (104) 32.50  | (107) 32.75 | (063) 21.50 |
| Uganda                                      | (110) 33.29 | (104) 31.69 | (139) 64.00  | (096) 25.50  | (086) 21.50  | (107) 26.00 | (096) 28.00  | (116) 29.83  | (080) 19.25  | (086) 24.00  | (091) 25.75 | (052) 17.00 |
| Brasil                                      | (111) 34.03 | (108) 32.75 | (099) 35.33  | (058) 16.60  | (071) 15.88  | (082) 18.00 | (084) 25.25  | (075) 17.17  | (063) 14.50  | (066) 16.50  | (071) 16.75 | (054) 18.75 |
| Nigeria                                     | (112) 34.24 | (115) 34.11 | (126) 56.40  | (145) 51.50  | (135) 46.00  | (131) 37.75 | (131) 49.83  | (120) 32.23  | (123) 38.75  | (117) 37.75  | (103) 31.50 | (049) 15.50 |
| Catar                                       | (113) 34.32 | (110) 32.86 | (114) 46.00  | (121) 38.00  | (094) 24.00  | (074) 15.50 | (079) 24.00  | (080) 18.00  | (090) 23.00  | (104) 32.50  | (115) 35.00 | N/A         |
| Montenegro                                  | (114) 34.78 | (113) 32.97 | (107) 39.00  | (104) 28.50  | (077) 17.00  | (053) 10.00 | (058) 19.00  | (045) 11.50  | (065) 14.83  | (077) 20.13  | (085) 21.33 | (060) 20.75 |
| Tayikistán                                  | (115) 34.86 | (123) 35.71 | (122) 56.00  | (115) 34.50  | (113) 32.00  | (106) 25.50 | (115) 37.00  | (117) 30.00  | (113) 33.00  | (095) 27.75  | (113) 34.50 | (086) 28.25 |
| Venezuela                                   | (116) 35.37 | (117) 34.44 | (117) 55.00  | (133) 47.33  | (124) 39.50  | (113) 27.33 | (114) 36.88  | (115) 29.00  | (090) 23.00  | (090) 24.63  | (096) 27.83 | (077) 25.00 |
| Brunéi                                      | (117) 35.45 | (122) 35.45 | (125) 56.20  | (142) 51.00  | (155) 63.50  | N/A         | N/A          | N/A          | N/A          | N/A          | N/A         | (111) 38.00 |
| Emiratos Árabes Unidos                      | (118) 36.03 | (114) 33.49 | (112) 45.00  | (087) 23.75  | (086) 21.50  | (069) 14.50 | (065) 20.25  | (077) 17.50  | (100) 25.75  | (137) 50.25  | (122) 37.00 | N/A         |
| Sudán del Sur                               | (119) 36.05 | (124) 36.20 | (111) 41.25  | N/A          | N/A          | N/A         | N/A          | N/A          | N/A          | N/A          | N/A         | N/A         |
| Nepal                                       | (120) 36.16 | (118) 34.61 | (106) 38.75  | (119) 36.38  | (118) 35.63  | (138) 43.25 | (137) 53.75  | (159) 73.50  | (160) 86.75  | (160) 84.00  | (150) 51.50 | (127) 63.00 |
| Argelia                                     | (121) 36.26 | (125) 36.54 | (122) 56.00  | (133) 47.33  | (141) 49.56  | (121) 31.33 | (123) 40.50  | (126) 40.00  | (129) 40.33  | (128) 43.50  | (108) 33.00 | (095) 31.00 |
| Mali                                        | (122) 36.29 | (099) 30.03 | (025) 0.00   | (026) 8.00   | (030) 8.00   | (031) 7.50  | (052) 16.50  | (035) 9.00   | (037) 8.00   | (056) 12.83  | (056) 11.00 | (043) 12.50 |
| Macedonia del Norte                         | (123) 36.43 | (116) 34.27 | (094) 31.67  | (068) 18.40  | (034) 8.75   | (042) 8.25  | (036) 11.50  | (045) 11.50  | (043) 8.75   | (049) 11.25  | (051) 9.67  | N/A         |
| Angola                                      | (124) 36.50 | (130) 37.80 | (132) 58.43  | (104) 28.50  | (119) 36.50  | (116) 29.50 | (091) 26.50  | (091) 21.50  | (076) 18.00  | (091) 26.50  | (097) 28.00 | (093) 30.17 |
| Guatemala                                   | (125) 36.61 | (095) 29.39 | (097) 35.00  | (077) 20.25  | (106) 29.50  | (101) 22.64 | (104) 33.00  | (090) 21.25  | (086) 21.50  | (066) 16.50  | (099) 30.83 | (083) 27.25 |
| Colombia                                    | (126) 36.68 | (129) 37.48 | (143) 66.50  | (145) 51.50  | (126) 40.13  | (126) 35.50 | (126) 42.33  | (131) 44.75  | (128) 40.17  | (134) 47.38  | (147) 49.17 | (114) 40.83 |
| Ucrania                                     | (127) 36.93 | (126) 36.79 | (116) 54.00  | (131) 46.83  | (089) 22.00  | (087) 19.25 | (092) 26.75  | (105) 26.50  | (112) 32.50  | (138) 51.00  | (132) 40.00 | (112) 40.00 |
| Afganistán                                  | (128) 37.07 | (128) 37.36 | (150) 74.00  | (147) 51.67  | (149) 54.25  | (156) 59.25 | (142) 56.50  | (130) 44.25  | (125) 39.17  | (097) 28.25  | (134) 40.17 | (104) 35.50 |
| Honduras                                    | (129) 37.14 | (127) 36.92 | (135) 61.00  | (143) 51.13  | (128) 42.00  | (099) 21.50 | (087) 25.50  | (062) 14.50  | (076) 18.00  | (053) 11.75  | (065) 14.17 | N/A         |
| Tailandia                                   | (130) 37.94 | (135) 38.60 | (137) 61.50  | (153) 56.83  | (130) 44.00  | (124) 34.50 | (135) 53.50  | (122) 33.50  | (107) 28.00  | (059) 14.00  | (082) 19.67 | (065) 22.75 |
| Camerún                                     | (131) 38.13 | (120) 34.78 | (097) 35.00  | (129) 44.30  | (109) 30.50  | (129) 36.90 | (111) 36.00  | (112) 28.25  | (083) 20.50  | (093) 27.00  | (098) 30.50 | (088) 28.83 |
| Indonesia                                   | (132) 38.15 | (139) 41.05 | (146) 68.00  | (117) 35.83  | (100) 28.50  | (111) 27.00 | (100) 30.50  | (103) 26.00  | (102) 26.00  | (117) 37.75  | (110) 34.25 | (057) 20.00 |
| Túnez                                       | (133) 38.69 | (138) 39.93 | (134) 60.25  | (164) 72.50  | (154) 61.50  | (143) 48.10 | (145) 57.00  | (148) 53.75  | (147) 57.50  | (152) 62.67  | (149) 50.83 | (128) 67.75 |
| Omán                                        | (134) 38.83 | (141) 41.51 | (117) 55.00  | (124) 40.25  | (106) 29.50  | (123) 32.67 | N/A          | N/A          | N/A          | N/A          | (152) 57.75 | N/A         |
| Zimbabue                                    | (135) 39.19 | (133) 38.12 | (117) 55.00  | (123) 39.50  | (136) 46.50  | (151) 54.00 | (149) 62.00  | (140) 50.00  | (153) 64.25  | (155) 67.50  | (141) 45.50 | (122) 48.25 |
| Marruecos                                   | (136) 39.72 | (136) 39.04 | (138) 63.29  | (135) 47.40  | (127) 41.00  | (122) 32.25 | (106) 33.25  | (097) 24.83  | (119) 36.17  | (126) 43.00  | (131) 39.67 | (089) 29.00 |
| Libia                                       | (137) 39.84 | (131) 37.86 | (154) 77.50  | (160) 63.50  | (156) 64.50  | (160) 61.50 | (155) 66.50  | (152) 62.50  | (162) 88.75  | (154) 65.00  | (153) 60.00 | (129) 72.50 |
| Palestina                                   | (138) 40.11 | (146) 43.09 | (153) 76.00  | (150) 56.13  | (161) 69.83  | (163) 66.88 | (158) 69.83  | (134) 46.75  | (132) 42.50  | (127) 43.17  | (130) 39.25 | (082) 27.00 |
| Chad                                        | (139) 40.22 | (121) 34.87 | (103) 37.67  | (112) 33.17  | (132) 44.50  | (133) 41.25 | (113) 36.50  | (124) 35.50  | (109) 30.00  | (106) 33.25  | (088) 24.00 | (087) 28.75 |
| India                                       | (140) 40.34 | (140) 41.22 | (131) 58.00  | (122) 38.75  | (105) 29.33  | (118) 30.00 | (120) 39.33  | (105) 26.50  | (106) 27.00  | (120) 38.50  | (128) 39.00 | (080) 26.50 |
| Jordania                                    | (141) 40.42 | (134) 38.47 | (128) 56.80  | (120) 37.00  | (112) 31.88  | (128) 36.00 | (122) 40.21  | (109) 27.50  | (096) 24.00  | (121) 39.13  | (122) 37.00 | (099) 33.50 |
| Burundi                                     | (142) 40.50 | (132) 38.02 | (130) 57.75  | (108) 28.88  | (103) 29.00  | (094) 21.00 | (127) 43.40  | (125) 39.83  | (090) 23.00  | (073) 19.00  | (092) 26.25 | (072) 24.50 |
| Etiopía                                     | (143) 40.58 | (137) 39.57 | (127) 56.60  | (139) 49.38  | (140) 49.00  | (142) 47.75 | (150) 63.00  | (160) 75.00  | (131) 42.00  | (112) 37.00  | (124) 37.50 | (107) 37.50 |
| Camboya                                     | (144) 40.97 | (143) 41.81 | (117) 55.00  | (128) 43.83  | (117) 35.17  | (126) 35.50 | (085) 25.33  | (108) 27.25  | (090) 23.00  | (109) 36.50  | (081) 19.50 | (071) 24.25 |
| Birmania                                    | (145) 41.43 | (151) 44.71 | (169) 100.00 | (174) 94.50  | (171) 102.67 | (170) 94.38 | (164) 93.75  | (164) 94.75  | (163) 88.83  | (165) 103.63 | (164) 95.50 | (137) 96.83 |
| Bangladés                                   | (146) 42.58 | (144) 42.01 | (129) 57.00  | (126) 42.50  | (121) 37.33  | (136) 42.70 | (134) 53.17  | (137) 48.00  | (151) 61.25  | (151) 62.50  | (143) 46.50 | (118) 43.75 |
| Malasia                                     | (147) 42.73 | (145) 42.73 | (122) 56.00  | (141) 50.75  | (131) 44.25  | (132) 39.50 | (124) 41.00  | (092) 22.25  | (113) 33.00  | (122) 39.83  | (104) 32.00 | (110) 37.83 |
| Rusia                                       | (148) 42.78 | (148) 43.42 | (142) 66.00  | (140) 49.90  | (153) 60.88  | (141) 47.50 | (144) 56.90  | (147) 52.50  | (138) 48.67  | (140) 51.38  | (148) 49.50 | (121) 48.00 |
| Filipinas                                   | (149) 43.69 | (147) 43.11 | (140) 64.50  | (156) 60.00  | (122) 38.25  | (139) 45.00 | (128) 44.75  | (142) 51.00  | (139) 50.00  | (111) 36.63  | (118) 35.25 | (089) 29.00 |
| Singapur                                    | (150) 44.29 | (149) 43.43 | (135) 61.00  | (136) 47.50  | (133) 45.00  | (144) 49.00 | (141) 56.00  | (146) 51.50  | (140) 50.67  | (147) 57.00  | (144) 47.33 | N/A         |
| República Democrática del Congo             | (151) 44.64 | (142) 41.66 | (145) 67.67  | (148) 51.83  | (146) 53.50  | (148) 51.25 | (133) 50.50  | (142) 51.00  | (146) 57.33  | (141) 51.50  | (127) 38.50 | (113) 40.75 |
| México                                      | (152) 45.04 | (153) 45.30 | (149) 72.67  | (136) 47.50  | (137) 48.25  | (140) 46.13 | (136) 53.63  | (132) 45.83  | (135) 45.50  | (096) 27.83  | (074) 17.67 | (075) 24.75 |
| Irak                                        | (153) 45.44 | (150) 44.67 | (152) 75.36  | (130) 45.58  | (145) 53.30  | (158) 59.38 | (157) 67.83  | (154) 66.83  | (157) 67.00  | (148) 58.50  | (124) 37.50 | (130) 79.00 |
| Turquía                                     | (154) 45.87 | (154) 46.56 | (148) 70.00  | (138) 49.25  | (122) 38.25  | (102) 22.75 | (101) 31.25  | (098) 25.00  | (098) 25.00  | (113) 37.25  | (115) 35.00 | (099) 33.50 |
| Gambia                                      | (155) 46.42 | (152) 45.09 | (141) 65.50  | (125) 40.50  | (137) 48.25  | (137) 42.75 | (130) 48.25  | (149) 54.00  | (130) 41.00  | (098) 29.50  | (077) 18.25 | (064) 22.50 |
| Suazilandia                                 | (156) 46.76 | (155) 46.76 | (144) 67.00  | (155) 57.50  | (144) 52.50  | (147) 50.50 | (138) 54.50  | (127) 40.50  | (118) 35.00  | (101) 31.00  | (124) 37.50 | (089) 29.00 |
| Bielorrusia                                 | (157) 47.82 | (157) 48.35 | (168) 99.00  | (154) 57.00  | (151) 59.50  | (154) 58.33 | (151) 63.63  | (151) 57.00  | (152) 61.33  | (144) 54.10  | (151) 52.00 | (124) 52.17 |
| Pakistán                                    | (158) 51.46 | (159) 51.31 | (151) 75.00  | (151) 56.17  | (159) 65.67  | (152) 54.88 | (152) 64.83  | (157) 70.33  | (150) 60.75  | (150) 61.75  | (128) 39.00 | (119) 44.67 |
| Egipto                                      | (159) 51.89 | (158) 48.66 | (166) 97.50  | (127) 43.33  | (143) 51.38  | (146) 50.25 | (146) 58.00  | (133) 46.25  | (143) 52.00  | (128) 43.50  | (110) 34.25 | (101) 34.50 |
| Azerbaiyán                                  | (160) 52.87 | (156) 47.73 | (162) 87.25  | (152) 56.38  | (146) 53.50  | (150) 53.63 | (139) 55.40  | (135) 47.00  | (141) 51.00  | (136) 49.67  | (113) 34.50 | (101) 34.50 |
| Kazajistán                                  | (161) 54.94 | (160) 55.08 | (154) 77.50  | (162) 68.50  | (142) 49.67  | (125) 35.33 | (125) 41.63  | (128) 41.00  | (119) 36.17  | (131) 44.17  | (138) 42.50 | (116) 42.00 |
| Ruanda                                      | (162) 56.57 | (161) 55.46 | (156) 81.00  | (169) 81.00  | (157) 64.67  | (145) 50.00 | (147) 58.88  | (128) 41.00  | (122) 38.00  | (113) 37.25  | (110) 34.25 | (107) 37.50 |
| Baréin                                      | (163) 58.26 | (165) 62.75 | (173) 125.00 | (144) 51.38  | (119) 36.50  | (096) 21.17 | (118) 38.00  | (111) 28.00  | (123) 38.75  | (143) 52.50  | (117) 35.17 | (067) 23.00 |
| Arabia Saudita                              | (164) 58.30 | (163) 56.88 | (158) 83.25  | (157) 61.50  | (163) 76.50  | (161) 61.75 | (148) 59.75  | (161) 76.00  | (154) 66.00  | (159) 79.17  | (156) 71.50 | (125) 62.50 |
| Sri Lanka                                   | (165) 59.13 | (162) 56.59 | (163) 87.50  | (158) 62.50  | (162) 75.00  | (165) 78.00 | (156) 67.50  | (141) 50.75  | (115) 33.25  | (109) 36.50  | (089) 24.83 | (051) 15.75 |
| Uzbekistán                                  | (166) 61.01 | (164) 60.39 | (157) 83.00  | (163) 71.50  | (160) 67.67  | (162) 62.70 | (160) 74.88  | (158) 71.00  | (155) 66.50  | (142) 52.13  | (154) 61.50 | (120) 45.00 |
| Yemen                                       | (167) 67.26 | (169) 69.22 | (171) 101.00 | (170) 82.13  | (167) 83.38  | (155) 59.00 | (143) 56.67  | (149) 54.00  | (136) 46.25  | (135) 48.00  | (136) 41.83 | (103) 34.75 |
| Guinea Ecuatorial                           | (168) 67.95 | (166) 67.20 | (161) 86.00  | (167) 79.00  | (158) 65.50  | (156) 59.25 | (153) 65.25  | (137) 48.00  | (133) 44.00  | (133) 46.25  | (139) 44.75 | (117) 42.75 |
| Yibuti                                      | (169) 70.34 | (167) 67.40 | (159) 83.50  | (110) 30.50  | (110) 31.00  | (134) 41.50 | (132) 50.25  | (121) 33.00  | (121) 37.00  | (145) 55.00  | (120) 35.50 | (096) 31.25 |
| Cuba                                        | (170) 70.92 | (171) 71.64 | (167) 98.83  | (166) 78.00  | (170) 94.00  | (169) 88.33 | (165) 96.17  | (165) 95.00  | (161) 87.00  | (166) 106.83 | (165) 97.83 | (134) 90.25 |
| Laos                                        | (171) 71.22 | (168) 67.99 | (165) 89.00  | (168) 80.50  | (169) 92.00  | (164) 70.00 | (161) 75.00  | (156) 67.50  | (155) 66.50  | (153) 64.33  | (163) 94.83 | (133) 89.00 |
| Sudán                                       | (172) 71.88 | (170) 70.06 | (170) 100.75 | (172) 85.33  | (148) 54.00  | (135) 42.00 | (140) 55.75  | (139) 48.13  | (133) 44.00  | (132) 44.25  | (142) 45.75 | (105) 36.00 |
| Irán                                        | (173) 72.29 | (174) 73.40 | (175) 136.60 | (175) 94.56  | (172) 104.14 | (166) 80.33 | (166) 96.50  | (162) 90.88  | (164) 89.17  | (158) 78.30  | (160) 89.33 | (122) 48.25 |
| Vietnam                                     | (174) 72.36 | (172) 71.78 | (172) 114.00 | (165) 75.75  | (166) 81.67  | (168) 86.17 | (162) 79.25  | (155) 67.25  | (158) 73.25  | (161) 86.88  | (159) 89.17 | (131) 81.25 |
| China                                       | (175) 72.91 | (173) 73.07 | (174) 136.00 | (171) 84.67  | (168) 84.50  | (167) 85.50 | (163) 89.00  | (163) 94.00  | (159) 83.00  | (162) 92.33  | (161) 91.25 | (138) 97.00 |
| Somalia                                     | (176) 73.19 | (175) 73.59 | (164) 88.33  | (161) 66.00  | (164) 77.50  | (153) 58.00 | (159) 71.50  | (144) 51.25  | (149) 59.00  | (128) 43.50  | (140) 45.00 | N/A         |
| Siria                                       | (177) 77.04 | (176) 78.53 | (176) 138.00 | (173) 91.50  | (165) 78.00  | (159) 59.63 | (154) 66.00  | (153) 63.00  | (145) 55.00  | (155) 67.50  | (155) 67.50 | (126) 62.83 |
| Turkmenistán                                | (178) 80.81 | (177) 79.14 | (177) 140.67 | (176) 95.33  | (173) 107.00 | (171) 95.50 | (167) 103.75 | (167) 98.50  | (165) 93.50  | (164) 99.83  | (158) 82.83 | (136) 91.50 |
| Corea del Norte                             | (179) 81.96 | (178) 83.90 | (178) 141.00 | (177) 104.75 | (174) 112.50 | (172) 96.50 | (168) 108.75 | (168) 109.00 | (167) 109.00 | (167) 107.50 | (166) 99.50 | (139) 97.50 |
| Eritrea                                     | (180) 84.83 | (179) 84.83 | (179) 142.00 | (178) 105.00 | (175) 115.50 | (173) 97.50 | (169) 114.75 | (166) 97.50  | (166) 99.75  | (163) 93.25  | (162) 91.50 | (132) 83.67 |
| Estados Unidos (extraterritorial)           | N/A         | N/A         | (057) 19.00  | (099) 27.00  | (108) 30.00  | (119) 31.00 | (111) 36.00  | (119) 31.50  | (137) 48.50  | (108) 36.00  | (135) 41.00 | N/A         |
| Israel (extraterritorial)                   | N/A         | N/A         | (133) 59.00  | (132) 47.00  | (150) 55.50  | (149) 51.50 | (103) 32.00  | (135) 47.00  | N/A          | (115) 37.50  | (146) 49.00 | N/A         |
| Granada                                     | N/A         | N/A         | N/A          | N/A          | N/A          | N/A         | N/A          | N/A          | N/A          | (055) 12.00  | N/A         | N/A         |

### 2019-2024
| Pais                            | 2024        | 2023        | 2022        | 2021        | 2020        | 2019        |
| ------------------------------- | ----------- | ----------- | ----------- | ----------- | ----------- | ----------- |
| Noruega                         | (001) 91.89 | (001) 95.18 | (001) 92.65 | (001) 93.28 | (001) 92.16 | (001) 92.18 |
| Dinamarca                       | (002) 89.60 | (003) 89.48 | (002) 90.27 | (004) 91.43 | (003) 91.87 | (005) 90.13 |
| Suecia                          | (003) 88.32 | (004) 88.15 | (003) 88.84 | (003) 92.76 | (004) 90.75 | (003) 91.69 |
| Países Bajos                    | (004) 87.73 | (006) 87.00 | (028) 77.93 | (006) 90.33 | (005) 90.04 | (004) 91.37 |
| Finlandia                       | (005) 86.55 | (005) 87.94 | (005) 88.42 | (002) 93.01 | (002) 92.07 | (002) 92.10 |
| Estonia                         | (006) 86.44 | (008) 85.31 | (004) 88.83 | (015) 84.75 | (014) 87.39 | (011) 87.73 |
| Portugal                        | (007) 85.90 | (009) 84.60 | (007) 87.07 | (009) 89.89 | (010) 88.17 | (012) 87.37 |
| Irlanda                         | (008) 85.59 | (002) 89.91 | (006) 88.3  | (012) 88.09 | (013) 87.40 | (015) 85.00 |
| Suiza                           | (009) 84.01 | (012) 84.40 | (014) 82.72 | (010) 89.45 | (008) 89.38 | (006) 89.48 |
| Alemania                        | (010) 83.84 | (021) 81.91 | (016) 82.04 | (013) 84.76 | (011) 87.84 | (013) 85.40 |
| Luxemburgo                      | (011) 83.80 | (020) 81.98 | (021) 79.81 | (020) 82.44 | (017) 84.54 | (017) 84.34 |
| Letonia                         | (012) 82.90 | (016) 83.27 | (022) 79.17 | (022) 80.74 | (022) 81.44 | (024) 80.47 |
| Lituania                        | (013) 81.73 | (007) 86.79 | (009) 84.14 | (028) 79.95 | (028) 78.81 | (030) 77.94 |
| Canadá                          | (014) 81.70 | (015) 83.53 | (019) 81.74 | (013) 84.75 | (016) 84.71 | (018) 84.31 |
| Liechtenstein                   | (015) 81.52 | (011) 84.47 | (010) 84.03 | (023) 80.51 | (024) 80.48 | (026) 79.51 |
| Bélgica                         | (016) 81.49 | (031) 76.47 | (023) 78.86 | (011) 88.31 | (012) 87.43 | (009) 87.93 |
| República Checa                 | (017) 80.14 | (014) 83.58 | (020) 80.54 | (040) 76.62 | (040) 76.43 | (040) 75.11 |
| Islandia                        | (018) 80.13 | (018) 83.19 | (015) 82.69 | (016) 84.63 | (015) 84.88 | (014) 85.29 |
| Nueva Zelanda                   | (019) 79.72 | (013) 84.23 | (011) 83.54 | (008) 89.96 | (009) 89.31 | (007) 89.25 |
| Timor Oriental                  | (020) 78.92 | (010) 84.49 | (017) 81.89 | (071) 70.89 | (078) 70.10 | (084) 70.07 |
| Francia                         | (021) 78.65 | (024) 78.72 | (026) 78.53 | (034) 77.4  | (034) 77.08 | (032) 77.79 |
| Samoa                           | (022) 78.41 | (019) 82.15 | (045) 71.39 | (021) 80.76 | (021) 81.75 | (022) 81.75 |
| Reino Unido                     | (023) 77.51 | (026) 78.51 | (024) 78.71 | (033) 78.41 | (035) 77.07 | (033) 77.77 |
| Jamaica                         | (024) 77.30 | (032) 75.89 | (012) 83.35 | (007) 90.04 | (006) 89.49 | (008) 88.87 |
| Trinidad y Tobago               | (025) 76.69 | (030) 76.54 | (025) 78.68 | (031) 78.45 | (036) 76.78 | (039) 75.26 |
| Costa Rica                      | (026) 76.13 | (023) 80.20 | (008) 85.92 | (005) 91.24 | (007) 89.47 | (010) 87.76 |
| República de China              | (027) 76.13 | (035) 75.54 | (038) 74.08 | (043) 76.14 | (043) 76.24 | (042) 75.02 |
| Surinam                         | (028) 76.11 | (048) 70.62 | (052) 68.95 | (019) 83.05 | (020) 82.50 | (020) 83.62 |
| Eslovaquia                      | (029) 76.03 | (017) 83.22 | (027) 78.37 | (035) 76.98 | (033) 77.33 | (035) 76.42 |
| España                          | (030) 76.01 | (036) 75.37 | (032) 76.71 | (029) 79.56 | (029) 77.84 | (029) 78.01 |
| Moldavia                        | (031) 74.86 | (028) 77.62 | (040) 73.47 | (089) 68.39 | (091) 68.84 | (091) 68.79 |
| Austria                         | (032) 74.69 | (029) 77.30 | (031) 76.74 | (017) 83.66 | (018) 84.22 | (016) 84.67 |
| Mauritania                      | (033) 74.20 | (086) 59.45 | (097) 58.1  | (094) 67.75 | (097) 67.46 | (094) 68.35 |
| Namibia                         | (034) 74.16 | (022) 80.91 | (018) 81.84 | (024) 80.28 | (023) 80.75 | (023) 81.05 |
| República Dominicana            | (035) 73.89 | (043) 71.88 | (030) 76.9  | (050) 74.4  | (055) 72.10 | (055) 72.10 |
| Macedonia del Norte             | (036) 73.78 | (038) 74.35 | (057) 68.44 | (090) 68.33 | (092) 68.72 | (095) 68.34 |
| Seychelles                      | (037) 73.75 | (034) 75.71 | (013) 83.33 | (052) 74.34 | (063) 71.34 | (069) 70.59 |
| Sudáfrica                       | (038) 73.73 | (025) 78.60 | (035) 75.56 | (032) 78.41 | (031) 77.59 | (031) 77.81 |
| Australia                       | (039) 73.42 | (027) 78.24 | (039) 73.77 | (025) 80.21 | (026) 79.79 | (021) 83.45 |
| Montenegro                      | (040) 73.21 | (039) 74.28 | (063) 66.54 | (104) 65.67 | (105) 66.17 | (104) 67.26 |
| Cabo Verde                      | (041) 72.77 | (033) 75.72 | (036) 75.37 | (027) 79.91 | (025) 79.85 | (025) 80.19 |
| Eslovenia                       | (042) 72.60 | (050) 70.59 | (054) 68.54 | (036) 76.9  | (032) 77.36 | (034) 77.69 |
| Armenia                         | (043) 71.60 | (048) 70.61 | (051) 68.97 | (063) 71.17 | (061) 71.40 | (061) 71.02 |
| Fiyi                            | (044) 71.23 | (089) 59.27 | (102) 56.91 | (055) 72.08 | (052) 72.59 | (052) 72.82 |
| Tonga                           | (045) 70.11 | (044) 71.29 | (049) 69.74 | (046) 75.41 | (050) 72.73 | (045) 74.59 |
| Italia                          | (046) 69.80 | (041) 72.05 | (058) 68.16 | (041) 76.61 | (041) 76.31 | (043) 75.02 |
| Polonia                         | (047) 69.17 | (057) 67.66 | (066) 65.64 | (064) 71.16 | (062) 71.35 | (059) 71.11 |
| Croacia                         | (048) 68.79 | (042) 71.95 | (048) 70.42 | (056) 72.05 | (059) 71.49 | (064) 70.97 |
| Rumania                         | (049) 68.45 | (053) 69.04 | (056) 68.46 | (048) 75.09 | (048) 74.09 | (047) 74.33 |
| Ghana                           | (050) 67.71 | (062) 65.93 | (060) 67.43 | (030) 78.67 | (030) 77.74 | (027) 79.19 |
| Uruguay                         | (051) 67.70 | (052) 70.33 | (044) 72.03 | (018) 83.62 | (019) 84.21 | (019) 83.94 |
| Chile                           | (052) 67.32 | (083) 60.09 | (082) 60.61 | (054) 72.11 | (051) 72.69 | (046) 74.35 |
| Costa de Marfil                 | (053) 66.89 | (054) 68.83 | (037) 74.46 | (066) 71.13 | (068) 71.06 | (071) 70.48 |
| Belice                          | (054) 66.85 | (051) 70.49 | (047) 70.67 | (053) 72.39 | (053) 72.50 | (053) 72.50 |
| Estados Unidos                  | (055) 66.59 | (045) 71.22 | (042) 72.74 | (044) 76.07 | (045) 76.15 | (048) 74.31 |
| Gabón                           | (056) 65.83 | (094) 58.12 | (105) 56    | (117) 61.4  | (121) 62.80 | (115) 64.40 |
| Mauricio                        | (057) 65.55 | (063) 65.56 | (064) 66.07 | (061) 71.26 | (056) 72.00 | (058) 71.54 |
| Gambia                          | (058) 65.53 | (046) 71.06 | (050) 69.25 | (085) 69.24 | (087) 69.38 | (092) 68.65 |
| Bulgaria                        | (059) 65.32 | (071) 62.98 | (091) 59.12 | (112) 62.71 | (111) 64.94 | (111) 64.89 |
| Liberia                         | (060) 65.13 | (066) 64.34 | (075) 62.77 | (098) 66.64 | (095) 67.75 | (093) 68.51 |
| Ucrania                         | (061) 65.00 | (079) 61.19 | (106) 55.76 | (097) 67.04 | (096) 67.48 | (102) 67.54 |
| Corea del Sur                   | (062) 64.87 | (047) 70.83 | (043) 72.11 | (042) 76.57 | (042) 76.30 | (041) 75.06 |
| Malaui                          | (063) 64.46 | (082) 60.34 | (080) 61.4  | (062) 71.2  | (069) 70.68 | (068) 70.64 |
| Sierra Leona                    | (064) 64.27 | (074) 62.55 | (046) 71.03 | (075) 70.39 | (085) 69.72 | (086) 69.64 |
| Chipre                          | (065) 63.14 | (055) 68.62 | (065) 65.97 | (026) 80.15 | (027) 79.55 | (028) 78.26 |
| Argentina                       | (066) 63.13 | (040) 73.36 | (029) 77.28 | (069) 71.01 | (064) 71.22 | (057) 71.70 |
| Hungría                         | (067) 62.98 | (072) 62.96 | (085) 59.8  | (092) 68.24 | (089) 69.16 | (087) 69.56 |
| República del Congo             | (069) 62.57 | (081) 60.42 | (093) 58.64 | (118) 61.17 | (118) 63.44 | (117) 63.96 |
| Japón                           | (070) 62.12 | (068) 63.95 | (071) 64.37 | (067) 71.12 | (066) 71.14 | (067) 70.64 |
| Comoras                         | (071) 61.47 | (075) 62.25 | (083) 60.16 | (084) 69.35 | (075) 70.23 | (056) 72.09 |
| Andorra                         | (072) 61.44 | (037) 75.05 | (053) 68.79 | (039) 76.68 | (037) 76.77 | (037) 75.37 |
| Malta                           | (073) 60.96 | (084) 59.76 | (078) 61.55 | (081) 69.54 | (081) 69.84 | (077) 70.26 |
| Nepal                           | (074) 60.52 | (095) 57.89 | (076) 62.67 | (106) 65.38 | (112) 64.90 | (106) 66.60 |
| Kosovo                          | (075) 60.19 | (056) 68.38 | (061) 67    | (078) 69.68 | (070) 70.67 | (075) 70.32 |
| República Centroafricana        | (076) 60.12 | (098) 57.56 | (101) 56.96 | (126) 58.08 | (132) 57.13 | (145) 52.73 |
| Guyana                          | (077) 60.10 | (060) 67.50 | (034) 76.41 | (051) 74.39 | (049) 73.37 | (051) 73.37 |
| Guinea                          | (078) 59.97 | (085) 59.51 | (084) 59.82 | (109) 64.58 | (110) 65.66 | (107) 66.51 |
| Botsuana                        | (079) 59.78 | (065) 64.61 | (095) 58.49 | (038) 76.75 | (039) 76.44 | (044) 74.91 |
| Níger                           | (080) 59.71 | (061) 66.84 | (059) 67.8  | (059) 71.56 | (057) 71.75 | (066) 70.74 |
| Bosnia y Herzegovina            | (081) 58.85 | (064) 65.43 | (067) 65.64 | (058) 71.66 | (058) 71.49 | (063) 70.98 |
| Brasil                          | (082) 58.59 | (092) 58.67 | (110) 55.36 | (111) 63.75 | (107) 65.95 | (105) 67.21 |
| Panamá                          | (083) 58.55 | (069) 63.67 | (074) 62.78 | (077) 70.06 | (076) 70.22 | (079) 70.22 |
| Catar                           | (084) 58.48 | (105) 55.28 | (119) 49.03 | (128) 57.4  | (129) 57.49 | (128) 57.49 |
| Suazilandia                     | (085) 58.31 | (111) 52.66 | (131) 46.42 | (141) 53.66 | (141) 54.85 | (147) 50.91 |
| Burkina Faso                    | (086) 58.24 | (058) 67.64 | (041) 73.12 | (037) 76.83 | (038) 76.53 | (036) 75.47 |
| Tailandia                       | (087) 58.12 | (106) 55.24 | (115) 50.15 | (137) 54.78 | (140) 55.06 | (136) 55.90 |
| Grecia                          | (088) 57.15 | (107) 55.20 | (108) 55.52 | (070) 70.99 | (065) 71.20 | (065) 70.92 |
| Benín                           | (089) 56.73 | (112) 52.44 | (121) 48.39 | (114) 61.82 | (113) 64.89 | (096) 68.26 |
| Chipre del Norte                | (090) 56.72 | (076) 61.73 | (081) 61.08 | (076) 70.18 | (077) 70.21 | (074) 70.33 |
| Papúa Nueva Guinea              | (091) 56.02 | (059) 67.62 | (062) 66.66 | (047) 75.12 | (046) 76.07 | (038) 75.30 |
| Guinea-Bisáu                    | (092) 55.95 | (078) 61.57 | (092) 58.79 | (095) 67.32 | (094) 67.94 | (089) 69.05 |
| Haití                           | (093) 55.92 | (099) 57.38 | (070) 64.55 | (087) 68.88 | (083) 69.80 | (062) 71.00 |
| Senegal                         | (094) 55.44 | (104) 55.82 | (073) 63.07 | (049) 74.78 | (047) 76.01 | (049) 74.19 |
| Zambia                          | (095) 55.38 | (087) 59.41 | (109) 55.4  | (115) 61.79 | (120) 63.00 | (119) 63.62 |
| Chad                            | (096) 54.81 | (109) 53.73 | (104) 56.18 | (123) 59.8  | (123) 60.30 | (122) 63.29 |
| Tanzania                        | (097) 54.80 | (143) 44.02 | (123) 48.28 | (124) 59.31 | (124) 59.75 | (118) 63.72 |
| Serbia                          | (098) 54.48 | (091) 59.16 | (079) 61.51 | (093) 67.97 | (093) 68.38 | (090) 68.82 |
| Albania                         | (099) 54.10 | (096) 57.86 | (103) 56.41 | (083) 69.41 | (084) 69.75 | (082) 70.16 |
| Madagascar                      | (100) 54.07 | (101) 56.66 | (098) 58.02 | (057) 71.76 | (054) 72.32 | (054) 72.24 |
| Israel                          | (101) 53.23 | (097) 57.57 | (086) 59.62 | (086) 69.1  | (088) 69.16 | (088) 69.20 |
| Kenia                           | (102) 53.22 | (116) 51.15 | (069) 64.59 | (102) 66.35 | (103) 66.28 | (100) 67.56 |
| Georgia                         | (103) 53.05 | (077) 61.69 | (089) 59.3  | (060) 71.36 | (060) 71.41 | (060) 71.02 |
| Angola                          | (104) 52.44 | (125) 48.30 | (099) 57.17 | (103) 65.94 | (106) 66.08 | (109) 65.04 |
| Mozambique                      | (105) 52.42 | (102) 56.13 | (116) 49.89 | (108) 64.61 | (104) 66.21 | (103) 67.34 |
| Maldivas                        | (106) 52.36 | (100) 56.93 | (087) 59.55 | (072) 70.87 | (079) 70.07 | (098) 67.84 |
| Malasia                         | (107) 52.07 | (073) 62.83 | (113) 51.55 | (119) 60.53 | (101) 66.88 | (123) 63.26 |
| Burundi                         | (108) 51.78 | (114) 52.14 | (107) 55.74 | (147) 52.43 | (160) 44.67 | (159) 47.11 |
| Mongolia                        | (109) 51.34 | (088) 59.33 | (090) 59.17 | (068) 71.03 | (073) 70.39 | (070) 70.49 |
| Ecuador                         | (110) 51.30 | (080) 60.51 | (068) 64.61 | (096) 67.17 | (098) 67.38 | (097) 68.12 |
| Indonesia                       | (111) 51.15 | (108) 54.83 | (117) 49.27 | (113) 62.6  | (119) 63.18 | (124) 63.23 |
| Nigeria                         | (112) 51.03 | (123) 49.56 | (129) 46.79 | (120) 60.31 | (115) 64.37 | (120) 63.50 |
| Togo                            | (113) 50.89 | (070) 63.06 | (100) 57.17 | (074) 70.41 | (071) 70.67 | (076) 70.31 |
| Mali                            | (114) 50.56 | (113) 52.29 | (111) 54.48 | (099) 66.5  | (108) 65.88 | (112) 64.77 |
| Paraguay                        | (115) 50.48 | (103) 55.96 | (096) 58.36 | (100) 66.48 | (100) 67.03 | (099) 67.60 |
| Zimbabue                        | (116) 50.31 | (126) 48.17 | (137) 44.94 | (130) 56.88 | (126) 59.05 | (127) 57.77 |
| Brunéi                          | (117) 50.09 | (142) 44.20 | (144) 42.53 | (154) 50.09 | (152) 50.35 | (152) 48.52 |
| Túnez                           | (118) 49.97 | (121) 50.11 | (094) 58.49 | (073) 70.47 | (072) 70.55 | (072) 70.39 |
| Colombia                        | (119) 49.63 | (139) 45.23 | (145) 42.43 | (134) 56.26 | (130) 57.34 | (129) 57.18 |
| Kirguistán                      | (120) 49.11 | (122) 49.91 | (072) 64.25 | (079) 69.63 | (082) 69.81 | (083) 70.08 |
| México                          | (121) 49.01 | (128) 47.98 | (127) 47.57 | (143) 53.29 | (143) 54.55 | (144) 53.22 |
| Lesoto                          | (122) 48.92 | (067) 64.29 | (088) 59.39 | (088) 68.30 | (086) 69.55 | (078) 70.26 |
| República Democrática del Congo | (123) 48.91 | (124) 48.55 | (125) 47.66 | (149) 51.41 | (150) 50.91 | (154) 48.29 |
| Bolivia                         | (124) 48.88 | (117) 51.09 | (126) 47.58 | (110) 64.53 | (114) 64.63 | (113) 64.62 |
| Perú                            | (125) 47.76 | (110) 52.74 | (077) 61.75 | (091) 68.29 | (090) 69.06 | (085) 69.78 |
| Singapur                        | (126) 47.19 | (129) 47.88 | (139) 44.23 | (160) 44.8  | (158) 44.77 | (151) 48.59 |
| Guinea Ecuatorial               | (127) 46.49 | (120) 50.35 | (141) 43.96 | (164) 44.33 | (165) 43.62 | (165) 41.65 |
| Uganda                          | (128) 46.00 | (133) 46.08 | (132) 46.35 | (125) 58.81 | (125) 59.05 | (125) 60.58 |
| Marruecos                       | (129) 45.97 | (144) 43.69 | (135) 45.42 | (136) 56.06 | (133) 57.12 | (135) 56.02 |
| Camerún                         | (130) 44.95 | (138) 45.58 | (118) 49.1  | (135) 56.22 | (134) 56.72 | (131) 56.68 |
| Kuwait                          | (131) 44.66 | (154) 38.84 | (158) 37.87 | (105) 65.64 | (109) 65.70 | (108) 66.14 |
| Jordania                        | (132) 44.30 | (146) 42.79 | (120) 48.66 | (129) 57.11 | (128) 57.92 | (130) 56.89 |
| El Salvador                     | (133) 44.01 | (115) 51.36 | (112) 54.09 | (082) 69.51 | (074) 70.30 | (081) 70.19 |
| Filipinas                       | (134) 43.36 | (132) 46.21 | (147) 41.84 | (138) 54.36 | (136) 56.46 | (134) 56.09 |
| Hong Kong                       | (135) 43.06 | (140) 44.86 | (148) 41.64 | (080) 69.56 | (080) 69.99 | (073) 70.35 |
| Sudán del Sur                   | (136) 42.57 | (118) 50.62 | (128) 47.06 | (139) 54.22 | (138) 55.51 | (139) 54.35 |
| Omán                            | (137) 42.52 | (155) 37.87 | (163) 35.99 | (133) 56.63 | (135) 56.58 | (132) 56.58 |
| Guatemala                       | (138) 42.28 | (127) 48.12 | (124) 47.94 | (116) 61.55 | (116) 64.26 | (116) 64.06 |
| Argelia                         | (139) 41.98 | (136) 45.74 | (134) 45.53 | (146) 52.74 | (146) 54.48 | (141) 54.25 |
| Líbano                          | (140) 41.91 | (119) 50.46 | (130) 46.58 | (107) 65.07 | (102) 66.81 | (101) 67.56 |
| Etiopía                         | (141) 41.37 | (130) 47.70 | (114) 50.53 | (101) 66.37 | (099) 67.18 | (110) 64.89 |
| Kazajistán                      | (142) 41.11 | (134) 45.87 | (122) 48.28 | (155) 49.72 | (157) 45.89 | (158) 47.18 |
| Libia                           | (143) 40.59 | (149) 40.22 | (143) 43.16 | (165) 44.27 | (164) 44.23 | (162) 44.23 |
| Ruanda                          | (144) 40.54 | (131) 46.58 | (136) 45.18 | (156) 49.34 | (155) 49.66 | (155) 47.57 |
| Somalia                         | (145) 39.40 | (141) 44.24 | (140) 44.01 | (161) 44.53 | (163) 44.55 | (164) 42.76 |
| Honduras                        | (146) 38.18 | (169) 32.65 | (165) 34.61 | (151) 50.65 | (148) 51.80 | (146) 51.47 |
| Bután                           | (147) 37.29 | (090) 59.25 | (033) 76.46 | (065) 71.14 | (067) 71.10 | (080) 70.19 |
| Uzbekistán                      | (148) 37.27 | (137) 45.73 | (133) 46.35 | (157) 49.26 | (156) 46.93 | (160) 46.48 |
| Sudán                           | (149) 35.73 | (148) 40.83 | (151) 40.96 | (159) 47.07 | (159) 44.67 | (175) 27.55 |
| Sri Lanka                       | (150) 35.21 | (135) 45.85 | (146) 42.13 | (127) 57.8  | (127) 58.06 | (126) 60.39 |
| Camboya                         | (151) 34.28 | (147) 42.02 | (142) 43.48 | (144) 53.16 | (144) 54.54 | (143) 54.10 |
| Pakistán                        | (152) 33.90 | (150) 39.95 | (157) 37.99 | (145) 53.14 | (145) 54.48 | (142) 54.17 |
| Laos                            | (153) 33.76 | (160) 36.66 | (161) 36.64 | (172) 29.44 | (172) 35.72 | (171) 35.51 |
| Yemen                           | (154) 33.67 | (168) 32.78 | (169) 29.14 | (169) 37.65 | (167) 41.75 | (168) 38.34 |
| Tayikistán                      | (155) 33.31 | (153) 39.06 | (152) 40.26 | (162) 44.48 | (161) 44.66 | (161) 45.98 |
| Venezuela                       | (156) 33.06 | (159) 36.99 | (159) 37.78 | (148) 52.4  | (147) 54.34 | (148) 50.90 |
| Palestina                       | (157) 31.92 | (156) 37.86 | (170) 28.98 | (132) 56.82 | (137) 55.91 | (137) 55.32 |
| Turquía                         | (158) 31.60 | (165) 33.97 | (149) 41.25 | (153) 50.21 | (154) 49.98 | (157) 47.19 |
| India                           | (159) 31.28 | (161) 36.62 | (150) 41    | (142) 53.44 | (142) 54.67 | (140) 54.33 |
| Emiratos Árabes Unidos          | (160) 30.62 | (145) 42.99 | (138) 44.46 | (131) 56.87 | (131) 57.31 | (133) 56.37 |
| Yibuti                          | (161) 30.14 | (162) 35.87 | (164) 35.75 | (176) 21.38 | (176) 23.27 | (173) 28.64 |
| Rusia                           | (162) 29.86 | (164) 34.77 | (155) 38.82 | (150) 51.29 | (149) 51.08 | (149) 49.69 |
| Nicaragua                       | (163) 29.20 | (158) 37.09 | (160) 37.09 | (121) 60.02 | (117) 64.19 | (114) 64.47 |
| Azerbaiyán                      | (164) 27.99 | (151) 39.93 | (154) 39.4  | (167) 41.23 | (168) 41.52 | (166) 40.87 |
| Bangladés                       | (165) 27.64 | (163) 35.31 | (162) 36.63 | (152) 50.29 | (151) 50.63 | (150) 49.26 |
| Arabia Saudita                  | (166) 27.14 | (170) 32.43 | (166) 33.71 | (170) 37.27 | (170) 37.86 | (172) 34.12 |
| Bielorrusia                     | (167) 26.80 | (157) 37.17 | (153) 39.62 | (158) 49.18 | (153) 50.25 | (153) 48.34 |
| Cuba                            | (168) 25.63 | (172) 29.00 | (173) 27.32 | (171) 36.06 | (171) 36.19 | (169) 36.19 |
| Irak                            | (169) 25.48 | (167) 32.94 | (172) 28.59 | (163) 44.43 | (162) 44.63 | (156) 47.40 |
| Egipto                          | (170) 25.10 | (166) 33.37 | (168) 30.23 | (166) 43.83 | (166) 43.18 | (163) 43.53 |
| Birmania                        | (171) 24.41 | (173) 28.26 | (176) 25.03 | (140) 53.86 | (139) 55.23 | (138) 55.08 |
| China                           | (172) 23.36 | (179) 22.97 | (175) 25.17 | (177) 21.28 | (177) 21.52 | (177) 21.08 |
| Baréin                          | (173) 23.21 | (171) 30.59 | (167) 30.97 | (168) 38.9  | (169) 39.87 | (167) 38.69 |
| Vietnam                         | (174) 22.31 | (178) 24.58 | (174) 26.11 | (175) 21.54 | (175) 25.29 | (176) 25.07 |
| Turkmenistán                    | (175) 22.01 | (176) 25.82 | (177) 25.01 | (178) 19.97 | (179) 14.56 | (180) 14.56 |
| Irán                            | (176) 21.30 | (177) 24.81 | (178) 23.22 | (174) 27.3  | (173) 35.19 | (170) 35.59 |
| Corea del Norte                 | (177) 20.66 | (180) 21.72 | (180) 13.92 | (179) 18.72 | (180) 14.18 | (179) 16.60 |
| Afganistán                      | (178) 19.09 | (152) 39.75 | (156) 38.27 | (122) 59.81 | (122) 62.30 | (121) 63.45 |
| Siria                           | (179) 17.41 | (175) 27.22 | (171) 28.94 | (173) 29.37 | (174) 27.43 | (174) 28.22 |
| Eritrea                         | (180) 16.64 | (174) 27.86 | (179) 19.62 | (180) 18.55 | (178) 16.50 | (178) 19.74 |